# Церковь святого Элиана
Церковь святого Элиана (араб. كنيسة مار إليان‎) — православная церковь в Хомсе. Считается, что церковь заложена в 432 году на месте захоронения христианского мученика Элиана. Святой вероятно погребен в саркофаге.